# 段家镇 (大荔县)
段家镇，是中华人民共和国陕西省渭南市大荔县下辖的一个乡镇级行政单位。

## 行政区划
段家镇辖区：
段家村、远志山村、李家垣村、白马村、打虎村、东高垣村、南郭村、垣雷村、三合村、雷宋村、北湾村、坊镇村、北至村、育红村、北连村、花城村、翟家村、似仙渠村、老君寨村和解放村。